# Cattedrale di San Giorgio (Ptuj)
L'ex cattedrale di San Giorgio (in sloveno Stolnica cerkev svetega Jurija) si trova a Ptuj, nell'arcidiocesi di Maribor, in Slovenia.

## Storia
La prima chiesa fu costruita nel XII secolo. Nel 1246 è stata ampliata con tre navate. Nel XV secolo è stata ricostruita in stile gotico e nel XVIII secolo ha acquisito una cappella barocca. Sulle pareti esterne sono presenti lapidi rinascimentali e barocche, resti del vecchio cimitero che era accanto alla chiesa fino al 1776. Di fronte alla chiesa si trova la canonica.